# Tanahbaya
Tanahbaya is een bestuurslaag in het regentschap Pemalang van de provincie Midden-Java, Indonesië. Tanahbaya telt 5131 inwoners (volkstelling 2010).